# Albizia papuensis
Albizia papuensis är en ärtväxtart som beskrevs av Bernard Verdcourt. Albizia papuensis ingår i släktet Albizia och familjen ärtväxter. Inga underarter finns listade i Catalogue of Life.